# Tipula delectata
Tipula delectata är en tvåvingeart som beskrevs av Alexander 1940. Tipula delectata ingår i släktet Tipula och familjen storharkrankar.
Artens utbredningsområde är Ecuador. Inga underarter finns listade i Catalogue of Life.